# Kovači (gmina Pljevlja)
Kovači (cyr. Ковачи) – wieś w Czarnogórze, w gminie Pljevlja. W 2011 roku liczyła 20 mieszkańców.